# Tsuma no kokoro
Tsuma no kokoro (妻の心, Tsuma no kokoro, lit. "coração de esposa") (Portugal: O Coração de uma Esposa) é um filme de drama japonês de 1956 dirigido por Mikio Naruse.

## Sinopse
Kiyoko mora na casa da família de seu marido Shinji e de sua sogra, onde o casal administra uma loja de alimentos não muito bem-sucedida. Embora o casamento não seja feliz, é pragmático e ambos concordam com o plano de abrir mais uma loja de café na casa, apesar das objeções da matriarca. Kiyoko pede um empréstimo ao irmão de sua amiga Sumiko, Kenkichi, um bancário, que ele concorda em oferecer. Pouco tempo depois, o irmão mais velho de Shinji, Zenichi, perde o emprego. Junto com sua esposa e mãe, Zenichi pressiona Kiyoko e Shinji para que lhe deem dinheiro para financiar seu próprio negócio. Embora Kiyoko e Shinji sejam contra o plano de Zenichi, eles lentamente vão mudando de ideia. Kiyoki se sente arrasada quando lhe dizem que Shinji visitou uma fonte termal com um amigo e duas gueixas. Ao mesmo tempo, ela e Kenkichi desenvolvem um amor mútuo, que eles nunca quiseram abertamente assumir. Quando Shinji descobre que Kiyoko foi vista com Kenkichi em público, ele permite que sua esposa vá embora, mas Kiyoko eventualmente fica com seu marido, afirmando que eles deveriam continuar com seu projeto de abrir uma loja de café.

## Elenco
- Hideko Takamine como Kiyoko
- Keiju Kobayashi como Shinji
- Toshiro Mifune como Kenkichi
- Yōko Sugi como Yumiko, irmã de Kenkichi
- Eiko Miyoshi como mãe de Shinji
- Minoru Chiaki como Zenichi, irmão de Shinji
- Chieko Nakakita como Kaoru, esposa de Zenichi
- Akemi Negishi como Sumiko, irmã de Shinji
- Haruo Tanaka como Kunio
- Ranko Hanai como esposa de Kunio
- Machiko Kitagawa como gueixa
- Toki Shiozawa como gueixa
- Sadako Sawamura como Namiko
- Daisuke Katō como chefe
- Yoshio Tsuchiya

## Legado
Tsuma no kokoro foi exibido nos EUA (incluindo no Museu de Arte Moderna) como parte de uma retrospectiva sobre as obras de Naruse em 1985, organizada pelo Kawakita Memorial Film Institute e pelo estudioso de cinema Audie Bock.